# Giuseppe Sanguettola
Carlo Giuseppe Sanguettola (Milano, 30 marzo 1788 – Crema, 10 febbraio 1854) è stato un vescovo cattolico italiano.

## Biografia
Laureato in utroque iure (aveva studiato giurisprudenza all'università di Pavia), venne nominato vescovo di Crema il 6 aprile 1835.
Nel 1840 introdusse nella sua diocesi le Canossiane, ovvero le Figlie della carità che aiutavano le ragazze povere e inabili dando loro un sostegno morale. Grazie ai lasciti del marchese Monticelli Strada ebbe modo di prendersi cura dell'educazione maschile con la creazione di un oratorio dedicato a San Luigi.
Fu sepolto nella cripta del duomo di Crema.

## Genealogia episcopale
La genealogia episcopale è:
- Cardinale Guillaume d'Estouteville, O.S.B.Clun.
- Papa Sisto IV
- Papa Giulio II
- Cardinale Raffaele Sansone Riario
- Papa Leone X
- Papa Paolo III
- Cardinale Francesco Pisani
- Cardinale Alfonso Gesualdo
- Papa Clemente VIII
- Cardinale Pietro Aldobrandini
- Cardinale Laudivio Zacchia
- Cardinale Antonio Barberini, O.F.M.Cap.
- Cardinale Marcantonio Franciotti
- Papa Innocenzo XII
- Cardinale Leopold Karl von Kollonitsch
- Cardinale Johann Philipp von Lamberg
- Arcivescovo Franz Anton von Harrach-Rorau
- Arcivescovo Leopold Anton von Firmian
- Arcivescovo Leopold Ernst von Firmian
- Arcivescovo Joseph Adam von Arco
- Vescovo Leopold Raymund Leonhard von Thun und Hohenstein
- Cardinale Karl Kajetan von Gaisruck
- Vescovo Giuseppe Sanguettola